# Vincenzo Manzella
Vincenzo Manzella (Casteldaccia, 16 novembre 1942) è un vescovo cattolico italiano.

## Biografia
Ha ricevuto la propria formazione teologica presso il seminario dell'arcidiocesi di Palermo; indi ha conseguito una specializzazione in Teologia pastorale oltre alla laurea in diritto canonico presso la Pontificia Università Lateranense; ha completato la propria formazione accademica conseguendo la laurea in Sacra Teologia presso la Pontificia Università San Tommaso d'Aquino meglio nota come Angelicum in Roma. È stato ordinato sacerdote il 1º luglio 1967.

### Incarichi ricoperti
È stato segretario particolare del cardinale Francesco Carpino (1968-1970) e successivamente del cardinale Salvatore Pappalardo, entrambi arcivescovi di Palermo.
Tra il 1978 ed il 1986 è stato arciprete parroco della parrocchia matrice di Termini Imerese; dal gennaio 1986 ha ricoperto l'ufficio di rettore del seminario arcivescovile di Palermo. Per anni ha poi ricoperto l'incarico di difensore del vincolo del Tribunale Ecclesiastico Regionale. È stato, dal novembre 1986, presidente dell'Istituto diocesano per il sostentamento del clero.

### Ministero episcopale
È stato eletto vescovo di Caltagirone il 30 aprile 1991.
Ha ricevuto l'ordinazione episcopale il 29 giugno 1991 dal cardinale Salvatore Pappalardo, arcivescovo metropolita di Palermo, coconsacranti gli arcivescovi Vittorio Luigi Mondello, suo predecessore a Caltagirone, e Giuseppe Costanzo, arcivescovo metropolita di Siracusa; ha preso possesso della diocesi il successivo 21 luglio.
Il 17 settembre 2009 è stato trasferito alla diocesi di Cefalù, di cui ha preso possesso il successivo 14 novembre.
Dal 19 gennaio 2016 al 21 settembre 2017 è stato vicepresidente della Conferenza Episcopale Siciliana; è delegato per le problematiche sociali, del lavoro, della giustizia, della pace e per la salvaguardia del Creato.
È stato inoltre:
- membro della Commissione episcopale per il Tribunale Ecclesiastico Regionale;
- delegato della Conferenza Episcopale Siciliana per il sostegno economico alla Chiesa e per i beni culturali e l'edilizia di culto;
- moderatore dell'Istituto Teologico San Paolo di Catania;
- membro della Conferenza Episcopale Italiana per la pastorale del tempo libero, turismo e sport.

Il 16 febbraio 2018 papa Francesco ha accolto la sua rinuncia al governo pastorale della diocesi per raggiunti limiti di età; gli è succeduto Giuseppe Marciante.

## Genealogia episcopale
La genealogia episcopale è:
- Cardinale Scipione Rebiba
- Cardinale Giulio Antonio Santori
- Cardinale Girolamo Bernerio, O.P.
- Arcivescovo Galeazzo Sanvitale
- Cardinale Ludovico Ludovisi
- Cardinale Luigi Caetani
- Cardinale Ulderico Carpegna
- Cardinale Paluzzo Paluzzi Altieri degli Albertoni
- Papa Benedetto XIII
- Papa Benedetto XIV
- Papa Clemente XIII
- Cardinale Marcantonio Colonna
- Cardinale Giacinto Sigismondo Gerdil, B.
- Cardinale Giulio Maria della Somaglia
- Cardinale Carlo Odescalchi, S.I.
- Cardinale Costantino Patrizi Naro
- Cardinale Lucido Maria Parocchi
- Papa Pio X
- Cardinale Gaetano De Lai
- Cardinale Raffaele Carlo Rossi, O.C.D.
- Cardinale Amleto Giovanni Cicognani
- Cardinale Salvatore Pappalardo
- Vescovo Vincenzo Manzella